# Kaplička Panny Marie Einsiedelnské
Kaplička Panny Marie Einsiedelnské je malá stavební a sakrální stavba nacházející se v katastru města Lovosice, jež byla postavena jako připomínka Bitvy u Lovosic, první bitvy sedmileté války na českém území (30. září 1756 až 1. října 1756).

## Bitva u Lovosic

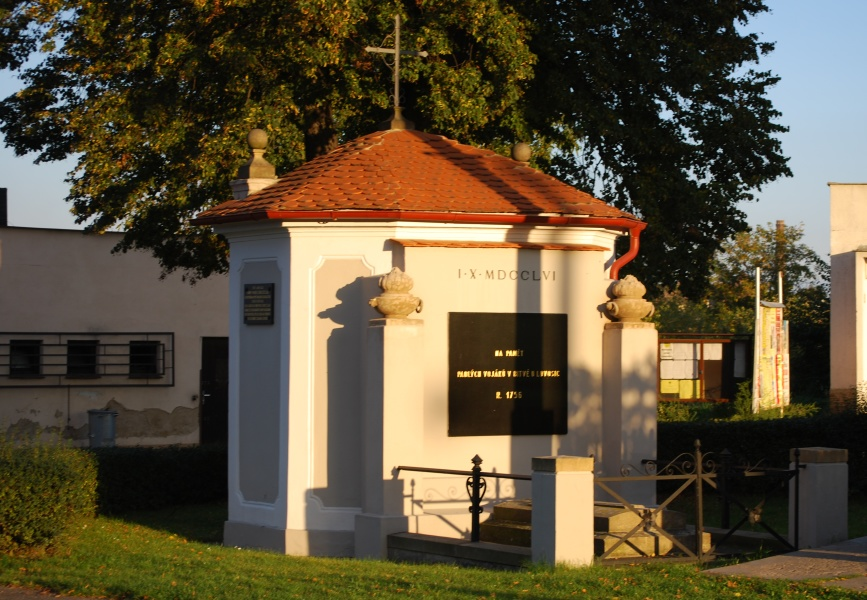
Kaple Panny Marie Einsiedelnské (v r. 2007)

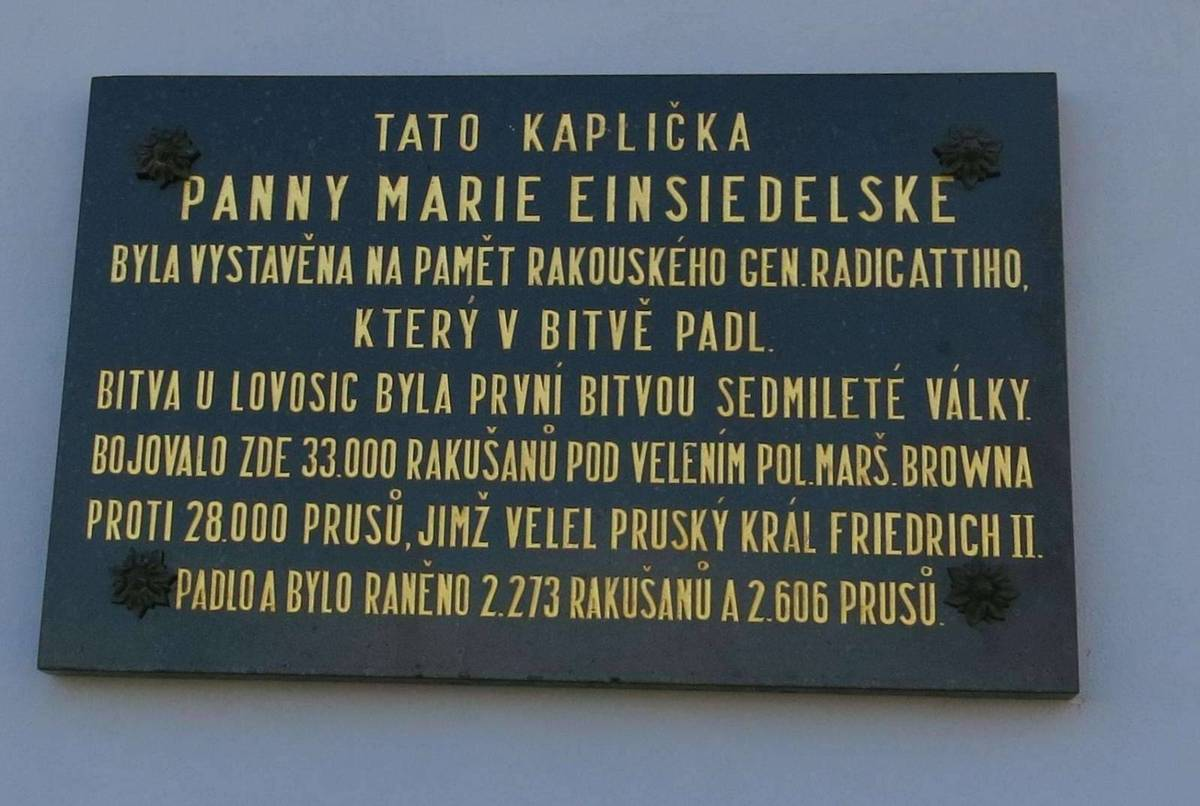
Pamětní deska

Proti sobě zde stála rakouská vojska pod vedením polního maršála Maximiliana Ulyssese Browna proti pruské armádě vedené polní polním maršálem Juliem Caesarem Radicatim, který byl v této bitvě těžce raněn a posléze na následky tohoto zranění zemřel, pohřben byl v litoměřické Katedrále sv. Štěpána. Vdova po generálu Radicatim pak nechala na onom památném místě, kde byl její muž raněn, při silnici na Teplice roku 1764 postavit malou kapličku zasvěcenou Panně Marii Einsiedelnské. V roce 1948 byla na paměť této bitvy na kapličku umístěna pamětní deska s německým nápisem, který byl ale posléze odstraněn a nahrazen nápisem českým. Po nedávné rekonstrukci byl opravený oltář spolu s madonou uložen do kostela sv. Václava v Lovosicích.

## Okolí stavby
Před kaplí je hromadný hrob, kam byly ukládány tělesné pozůstatky vojáků padlých v bitvě. Poslední kosterní pozůstatky (nalezené při stavbě bazénu) sem byly uloženy v roce 2005. V bezprostřední blízkosti stavby se také nachází památný strom[zdroj?] - lípa, která sem byla zasazena pravděpodobně ihned po dokončení stavby.